# 부산비엔날레

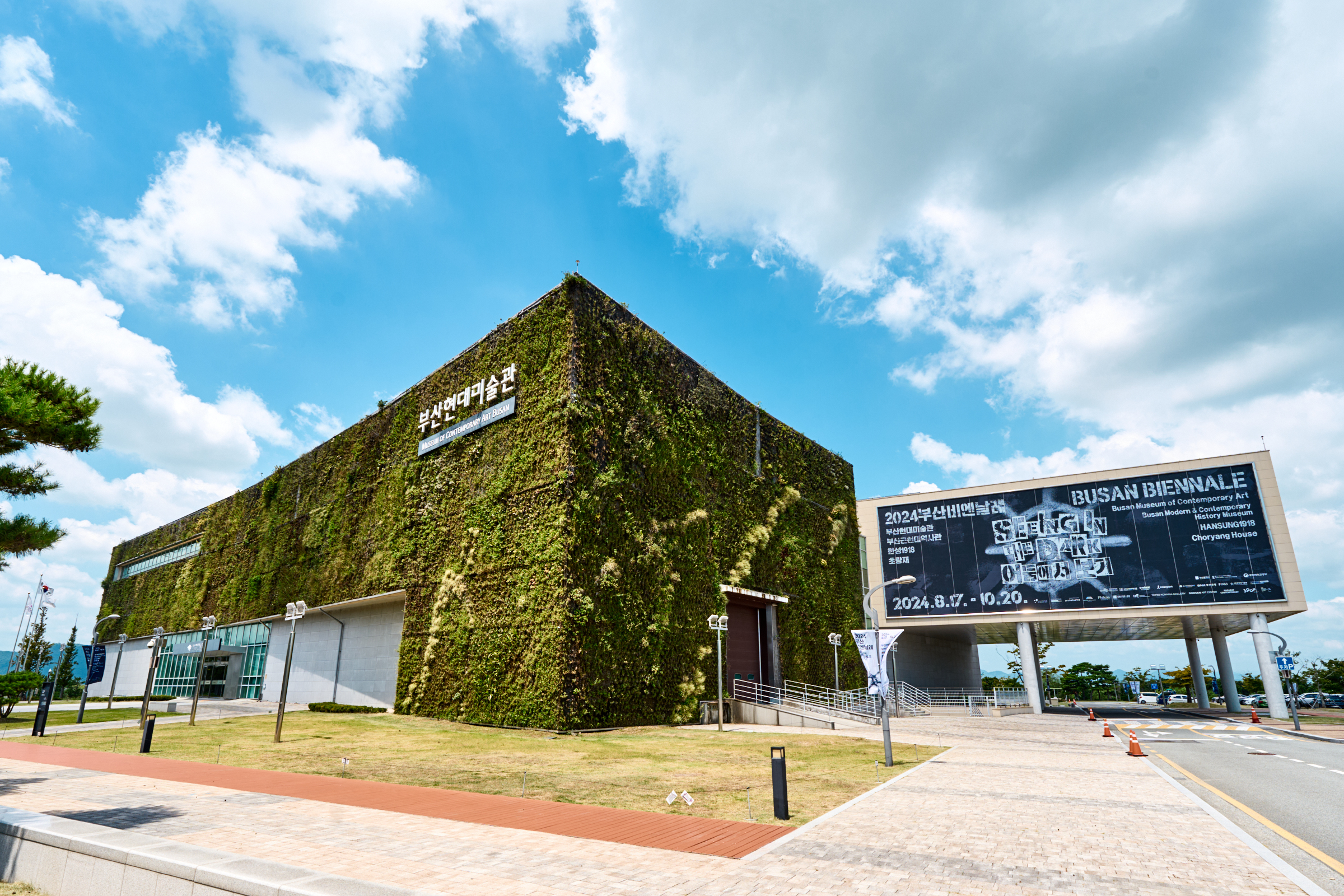
2024부산비엔날레 전시장

부산비엔날레는 1981년 부산지역 작가들의 자발적인 참여와 의지로 태동한 부산청년비엔날레를 전신으로 하고 있다. 이후, 바다미술제와 부산야외조각대전이 1987년, 1991년 차례로 창립되었으며 3개의 전시가 통합되면서 오늘날의 부산비엔날레를 형성하는 토대가 갖춰졌다. 부산국제아트페스티발(PICAF)이라는 이름으로 1998년, 2000년 두 차례의 전시를 개최한 후, 전시의 명칭을 부산비엔날레로 공식 변경하였다.

## 정의
부산비엔날레는 부산 고유의 정체성을 담은 문화예술 콘텐츠로서 매 짝수 년마다 동시대 현대미술의 최전선을 아우르고 새로운 화두를 이끌어내며 국내를 대표하고 세계 미술계가 주목하는 전시로 발돋움하였다. 오늘의 부산비엔날레를 있게 한 출발점은 다름 아닌 부산지역 청년 작가들의 순수한 의지였다. 예술과 예술로 인한 새로운 시대를 향한 고민과 열망은 부산비엔날레의 성장에 있어 단단한 구심점이 되었으며, 이는 다른 비엔날레에서는 찾을 수 없는 독자적인 틀을 갖출 수 있게 하였다. 이러한 자생적 에너지와 청년성은 부산비엔날레의 근간이 되었으며, 나아가 전시에 투영됨으로써 부산비엔날레의 정체성을 확립하게 되었다.
부산비엔날레의 개최도시 부산은 지정학적으로 대한민국의 남쪽 끝에 위치하여 항만 물류가 활발히 이루어지는 해양 도시이자, 동시에 대한민국 현대사에서 중요한 역할을 수행하는 등 경제, 사회, 문화적으로 높은 위상을 차지하고 있는 세계적인 도시이다. 부산비엔날레는 부산이 가지고 있는 도시적 특징에 힘입어, 개방성과 역동성이 담긴 전시를 선보여 왔다. 특히, 조명받지 못했던 부산의 단편들을 발굴하여 소개함으로써 예술을 통한 새로운 도시의 지형도를 형성해왔다. 폐공장, 원도심 일대 등 화이트 큐브를 벗어나 유휴산업시설을 비롯한 도시 곳곳을 전시장으로 활용하여 평범했던 시설들을 예술적 공간으로 탈바꿈시킴으로써 도시 전체에 활력을 불어넣으며 예술향수권을 확대하고 나아가 지역의 균형적 발전에도 이바지해왔다.
현대미술의 새로운 담론과 비전을 제시하고 국내외 활발한 예술 교류를 통한 가교역할을 해온 부산비엔날레는 매회 전시 기획자를 선정하고 기획자가 제시한 주제를 바탕으로 전시를 구성한다. 삶에 대한 고민과 더불어 현대 사회와 공존하는 여러 현상들과 맞닿아 있는 주제들을 예술로 풀어내며 함께 사유할 수 있는 장을 형성해왔다.
| 행사명                        | 주제                                   | 개최기간          | 참여국가 및 작가인원                    | 장소                                                                   |
| 제1회 부산청년비엔날레        |                                        | 1981.8.1.-8.7.    | 84명(팀)                                | 동방미술회관, 원화랑, 공간화랑, 진화랑, 고관당화랑, 중앙화랑, 현대화랑 |
| 제2회 부산청년비엔날레        | 1983.7.12.-7.31.                       | 3개국 115명(팀)   | 부산시민회관, 부산시립박물관 옥외전시장 |                                                                        |
| 제3회 부산청년비엔날레        | 1985.5.30.-6.15.                       | 2개국 107명(팀)   | 부산시민회관                            |                                                                        |
| 제4회 부산청년비엔날레        | 1987.7.27.-8.26.                       | 5개국 101명(팀)   | 부산시민회관, 부산산업대학교 예술관     |                                                                        |
| 제5회 부산청년비엔날레        | 1990.9.25.-10.20.                      | 11개국 107명(팀)  | 부산문화회관                            |                                                                        |
| 제1회 부산야외조각대전        | 1991.11.26.-12.10.                     | 26명(팀)          | 부산올림픽공원                          |                                                                        |
| 제6회 부산청년비엔날레        | 1992.8.3.-8.23.                        | 8개국 100명(팀)   | 부산문화회관                            |                                                                        |
| 제2회 부산야외조각대전        | 1992.10.26.-11.26.                     | 20명(팀)          | 부산올림픽공원                          |                                                                        |
| 1992부산국제야외조각심포지움  | 1992.11.17.-11.26.                     | 10명(팀)          | 부산올림픽공원                          |                                                                        |
| 제3회 부산야외조각대전        | 1993.10.14.-10.20.                     | 35명(팀)          | 부산올림픽공원                          |                                                                        |
| 제7회 부산청년비엔날레        | 1994.7.27.-8.16.                       | 64명(팀)          | 부산문화회관                            |                                                                        |
| 1994부산국제야외조각심포지움  | 1994.10.26.-11.15.                     | 10명(팀)          | 부산올림픽공원                          |                                                                        |
| 1998PICAF부산국제아트페스티발 | 새천년의 빛-동방의 바람                | 1998.11.1.-11.30. | 188명(팀)                               | 부산시립미술관                                                         |
| 2000PICAF부산국제아트페스티발 | 波-함께하는 삶 Pa-Togetherness in Life | 2000.10.2.-11.27. | 37개국 344명(팀)                        | 부산시립미술관, 해운대해수욕장, 올림픽공원                             |

| 행사명           | 주제 | 개최기간          | 참여국가 및 작가인원 | 장소                                                                   |
| 2002부산비엔날레 | 문화에서 문화로 Culture Meets Culture                                                                   | 2002.9.15.-11.22. | 40개국 227명(팀)     | 부산시립미술관, 해운대해수욕장, 아시아드조각광장                       |
| 2004부산비엔날레 | 틈 Chasm                                                                                                | 2004.5.22.-10.31. | 40개국 203명(팀)     | 부산시립미술관, 해운대해수욕장, 을숙도 조각공원, 부산 요트경기장       |
| 2006부산비엔날레 | 어디서나 Everywhere                                                                                     | 2006.9.16.-11.25. | 39개국 314명(팀)     | 부산시립미술관, 해운대 해수욕장, APEC나루공원, 부산 요트경기장, 온천천 |
| 2008부산비엔날레 | 낭비 Expenditure                                                                                        | 2008.9.6.-11.15.  | 39개국 189명(팀)     | 부산시립미술관, 광안리 해수욕장, 미월드, APEC나루공원 등               |
| 2010부산비엔날레 | 진화속의 삶 Living in Evolution                                                                         | 2010.9.11.-11.20. | 23개국 252명(팀)     | 부산시립미술관, 부산 요트경기장, 광안리해수욕장, 부산문화회관          |
| 2012부산비엔날레 | 배움의 정원 Garden of Learning                                                                          | 2012.9.22.-11.24. | 22개국 114명(팀)     | 부산시립미술관, 부산문화회관, 부산진역사                               |
| 2014부산비엔날레 | 세상 속에 거주하기 Inhabiting the World                                                                 | 2014.9.20.-11.22. | 30개국 161명(팀)     | 부산시립미술관, 부산문화회관, 고려제강 수영공장, 부산시민공원          |
| 2016부산비엔날레 | 혼혈하는 지구, 다중지성의 공론장 Hybridizing Earth, Discussing Multitude                                | 2016.9.3.-11.30.  | 23개국 121명(팀)     | 부산시립미술관, F1963                                                  |
| 2018부산비엔날레 | 비록 떨어져 있어도 Divided We Stand                                                                     | 2018.9.8.-11.11.  | 34개국 66명(팀)      | 부산현대미술관, 구 한국은행 부산본부                                   |
| 2020부산비엔날레 | 《열 장의 이야기와 다섯 편의 시》 Words at an Exhibition - an exhibition in ten chapters and five poems | 2020.9.5.-11.5.   | 34개국 89명(팀)      | 부산현대미술관, 영도 폐창고, 중앙동원도심 일대                         |
| 2022부산비엔날레 | 《물결 위 우리》 We, on the Rising Wave                                                                 | 2022.9.3.-11.6.   | 25개국 64명(팀)      | 부산현대미술관, 부산항 제1부두, 영도, 초량                             |
| 2024부산비엔날레 | 《어둠에서 보기》 Seeing in the Dark                                                                    | 2024.8.17.-10.20. | 36개국 62명(팀)      | 부산현대미술관, 부산근현대역사관, 한성1918, 초량재                     |

## 프로그램
부산비엔날레의 프로그램의 목표는 전시를 연결하고 확장하는 데 있다. 제공되는 프로그램을 통해 비엔날레 기간 동안 지역민들과 소통하고 지역의 예술가들을 아우를 수 있는 방향성과 방법에 대해 나눈다. 비엔날레 전시주제와 기획에 따라 토론, 아티스트 상영회, 공연, 워크숍 등의 다양한 전시연계 프로그램을 통해 연구와 전시를 아우르는 다채로운 형식으로 확장한다.
세부 프로그램은 각 행사마다 상이하다. 자세한 사항은 주최기관인 부산비엔날레조직위원회 홈페이지 에서 확인 가능하다.

## 전시장 및 행사장
부산비엔날레는 해운대구 부산시립미술관을 주전시장으로 활용했으나, 2018년부터 서부산에 있는 부산현대미술관으로 주 전시장을 옮기며 부산비엔날레의 서부산 시대의 새 시작을 알리게 되었다. 부산현대미술관은 부산비엔날레 전용관으로 설계되었다. 이 외에도 역대 부산비엔날레는 부산의 다양한 장소를 특별전시공간으로 활용해 부산에 새로운 문화적 활기를 불어넣어왔다.
대표적인 예로, 부산 망미동에 위치한 고려제강수영공장(현 F1963)이 2014부산비엔날레 특별전, 2016부산비엔날레의 메인 전시장으로 활용되며 부산의 문화복합명소로 자리매김하였으며, 이는 도시재생의 모범사례로 손꼽히고 있다.
2020부산비엔날레는 부산현대미술관뿐만 아니라 옛 부산시청이 있었던 경제의 중심지이자 한국 근현대 역사와 문화를 담고 있는 원도심 일대의 갤러리들과 (구)한국은행 부산본부, 원도심과 함께 부산항 일대 개발로 근대의 조선시설, 제염시설, 그 외 산업시설의 흔적이 남아 있는 영도의 창고 등을 전시장으로 활용하였다.
2022부산비엔날레는 주 전시장인 부산현대미술관을 비롯해 부산항 제1부두 창고, 영도 폐공장, 초량 산복도로의 주택에서 개최됐다. 그 중 부산항 제1부두 전시장은 1912년 준공돼 한국 근현대사에 중요한 역할을 한 장소로 2022부산비엔날레를 통해 시민에게 처음으로 공개되어 이목을 끌었다.
2024부산비엔날레는 부산현대미술관과 더불어 과거 은행으로 사용되었던 근현대역사관, 한성1918 그리고 초량동에 위치한 2층 양옥집 초량재를 전시장으로 활용하였다. 이 장소들은 모두 일상의 흔적을 고스란히 간직한 장소를로, 전시주제를 충실히 반영한 공간 선택이라는 호평을 받기도 하였다.

## 현황
2024부산비엔날레는 《어둠에서 보기 (Seeing in the Dark)》를 주제로 진행되었다.  '어둠 속에서 본다'는 것은 우리가 처한 곤경과 미지의 세계, 두렵게 하는 장소를 항해하는 과정을 상징하며, 어둠을 쫓아내는 대신 깊이를  포용하고 새로운 빛을 찾아가는 여정을 관람객에게 선사하였다. 또한, '해적 계몽주의'와 '불교의 깨달음'이라는 두 가지 철학적 관념을 바탕으로, 그 사이의 정신적 공간을 탐구하였다. 이와 같이 독창적인 주제로 감각적이고 철학적인 탐구를 통해 관람객에게 몰입감 있는 경험을 선사한 전시로 평가되고 있다.